# Вайтінг (Канзас)
Вайтінг (англ. Whiting) — місто (англ. city) в США, в окрузі Джексон штату Канзас. Населення — 191 особа (2020).

## Географія
Вайтінг розташований за координатами 39°35′16″ пн. ш. 95°36′40″ зх. д. / 39.58778° пн. ш. 95.61111° зх. д. (39.587855, -95.611158).  За даними Бюро перепису населення США в 2010 році місто мало площу 2,60 км², уся площа — суходіл.

## Демографія
Згідно з переписом 2010 року, у місті мешкало 187 осіб у 84 домогосподарствах у складі 51 родини. Густота населення становила 72 особи/км².  Було 95 помешкань (37/км²).
Расовий склад населення:
| - 91,4 % — білих - 1,6 % — корінних американців |

До двох чи більше рас належало 7,0 %. Частка іспаномовних становила 0,0 % від усіх жителів.
За віковим діапазоном населення розподілялося таким чином: 21,9 % — особи молодші 18 років, 62,6 % — особи у віці 18—64 років, 15,5 % — особи у віці 65 років та старші. Медіана віку мешканця становила 41,3 року. На 100 осіб жіночої статі у місті припадало 92,8 чоловіків;  на 100 жінок у віці від 18 років та старших — 87,2 чоловіків також старших 18 років.
Середній дохід на одне домашнє господарство  становив 41 966 доларів США (медіана — 34 500), а середній дохід на одну сім'ю — 51 491 долар (медіана — 53 333). За межею бідності перебувало 23,0 % осіб, у тому числі 36,5 % дітей у віці до 18 років та 10,8 % осіб у віці 65 років та старших.
Цивільне працевлаштоване населення становило 104 особи. Основні галузі зайнятості: освіта, охорона здоров'я та соціальна допомога — 17,3 %, будівництво — 13,5 %, виробництво — 12,5 %.